# James Marshall (Jazzmusiker)
James Marshall (* um 1950) ist ein US-amerikanischer Jazzmusiker (Saxophon, Flöte), der zunächst in der Musikszene von St. Louis und später in Tucson tätig war.

## Leben und Wirken
Marshall, der bereits in den späten 1960er Jahren zu den wenigen Weißen gehörte, die an Sessions der Black Artists Group teilnahmen, gründete in den frühen 1970er-Jahren in St. Louis mit Charles Bobo Shaw und seiner Ehefrau Carol das Creative-Jazz-Kollektiv Human Arts Ensemble, zu dem sich dann auch Luther Thomas gesellte. Marshall war an den frühen Alben des Ensembles beteiligt. Nach einem Aufenthalt in Oregon zurück in St. Louis entstand mit Musikern des Ensembles (Maurice Malik King, Thurman Thomas, Rick Saffron, Carl Arzinia Richards, Jim Miller, Jay Zelenka, Carol Marshall) im September 1975 die unter eigenem Namen eingespielte LP Autonomous Oblast (Freedonia). Nach seiner Scheidung zog er 1980 nach Tucson, wo er weiter aktiv blieb.
Letzte Aufnahmen entstanden 1985 mit der Audio-Cassette Illuminations. Im Bereich des Jazz war er zwischen 1972 und 1985 an sieben Aufnahmesessions beteiligt.